# St. Stefan (Gemeinde Wolfsberg)
St. Stefan im Lavanttal  ist eine Ortschaft im Lavanttal im Süden von Kärnten, Österreich. Die Einwohnerzahl dieses Ortes beträgt 1833 (Stand 31. Oktober 2011). Die Katastralgemeinde St. Stefan war eine eigenständige Gemeinde und wurde 1974 bei der Stadtgemeinde Wolfsberg eingemeindet.

## Geographie
Die Ortschaft St. Stefan liegt ca. 3,2 km vom Wolfsberger Stadtzentrum entfernt. Das frühere Gemeindegebiet erstreckte sich südöstlich von Wolfsberg links der Lavant bis auf die Koralpe.

## Geschichte

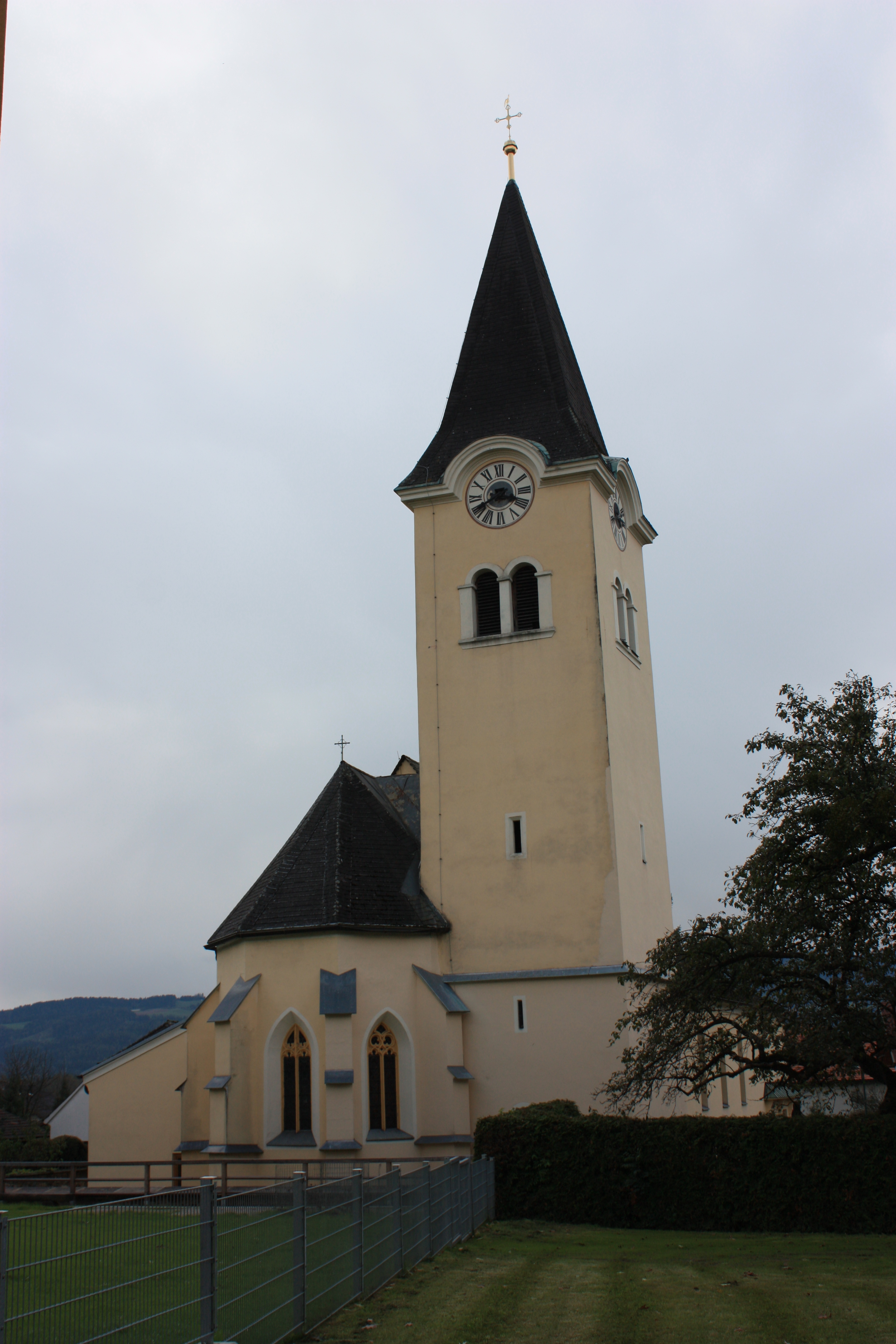
Pfarrkirche St. Stefan im Lavanttal

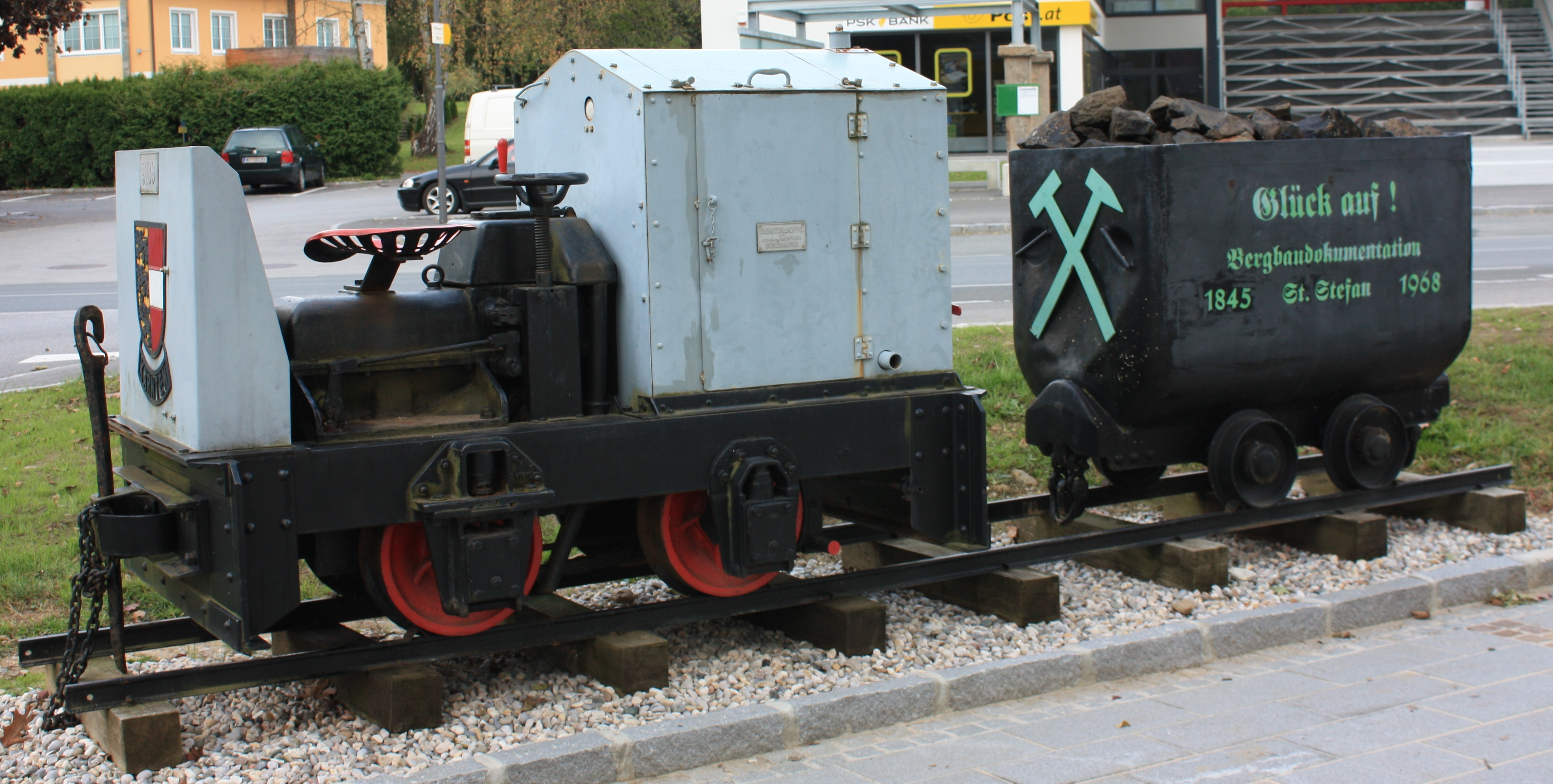
Zug aus ehemaligem Kohlebergbau

Eine Kirche in St. Stefan wurde im Jahr 1106 in einer Urkunde des Bischofs Otto von Bamberg als „capella sancti stephani“ bezeichnet, als der Bischof hier eine Kapelle errichten ließ.
In dem agrarisch geprägten Gebiet ist schon für das 16. Jahrhundert Silbererzabbau nachgewiesen. Im zweiten Viertel des 19. Jahrhunderts wurden zunächst versuchsweise und von 1845 bis 1968 intensiv Braunkohlevorkommen abgebaut, wodurch sich der Ort vom bäuerlich geprägten Dorf zur Knappensiedlung wandelte und bis an die Ortsgrenzen von St. Johann und Reding heranwuchs. Der Bergbau wurde 1968 nach einem schweren Unfall im Jahr davor eingestellt.
Vom 13. Jahrhundert bis zur Revolution im Jahr 1848 zählte das Gebiet zum Landgericht Hartneidstein, benannt nach der Burg Hartneidstein im Süden der Gemeinde, die bis ins 17. Jahrhundert hinein dort seinen Sitz hatte und das einen großen Sprengel im Lavanttal umfasste.
Um 1850 erfolgte die Gründung von politischen Gemeinden. So waren um 1865 auf dem späteren Gemeindegebiet noch zwei Ortsgemeinden – St. Johann (bestehend aus den Katastralgemeinden Hartelsberg, St. Johann, Reideben, Rieding, Kleinwinklern, Vordergumitsch und Weißenbach) und St. Stefan (Katastralgemeinden St. Stefan, Michaelsdorf und Paildorf) existent. Ein Jahr später, 1866, vereinigten sich beide Gemeinden. In dieser Form bestand die Gemeinde St. Stefan, welcher 1965 das Recht zur Führung der Bezeichnung Marktgemeinde verliehen wurde, bis zur  landesweiten Gemeindereform 1973 – wo sie zusammen mit einigen weiteren Gemeinden in die Stadtgemeinde Wolfsberg eingegliedert wurde. In den 1990er Jahren bestanden in St. Stefan wie auch in St. Margarethen und Frantschach-St.Gertraud Bestrebungen nach einer Rückgemeindung, was aber nur Frantschach-St. Gertraud gelang.

## Braunkohlevorkommen
In St. Stefan gibt es ergiebige Braunkohlevorkommen aus dem Miozän. Ab 1826 wurde in St. Stefan zunächst probeweise, von 1845 an intensiv nach Braunkohle gegraben. Eine Schachtanlage wurde in den 1850er Jahren vollkommen neu errichtet und galt damals als eine der modernsten in Europa für den Untertage-Abbau von Braunkohle. Für die Kumpel wurde eine eigene Bergarbeitersiedlung errichtet, die sogenannte Barbara-Siedlung am nördlichen Ortsrand von St. Stefan. Der Bergbau wurde 1968 nach einem schweren Grubenunglück – gegen den Willen der Belegschaft – eingestellt. Bis heute kommt die Erde in und um St. Stefan nicht zur Ruhe, immer wieder kommt es zu Erdeinbrüchen und zu Rissen in den Wänden der Wohnhäuser. Weite Teile der Region südlich und westlich von St. Stefan sind bis heute für jegliche Bebauung gesperrt, da die Stollen nicht zu 100 % abgedichtet und aufgefüllt wurden. Es liegen noch viele Hunderttausend Tonnen Braunkohle in der Erde um St. Stefan, die jedoch nicht abgebaut werden.

### Grubenunglück
Am 1. November 1967 brach im Braunkohlebergwerk St. Stefan im Lavanttal (Lavanttaler Kohlenbergbau GesmbH. – LAKOG) ein verheerender Grubenbrand aus, der fünf Bergleuten das Leben kostete. Ein Bergmann konnte nie geborgen werden und liegt bis heute in den Stollenanlagen. Damit war das vorzeitige Ende dieser Schachtanlage besiegelt. Der letzte Kohlen-Hunt hat das Bergwerk am 31. März 1968 verlassen. Über 1.500 Kumpel wurden mit einem Schlag arbeitslos, was für das strukturschwache Land Kärnten damals eine finanzielle und soziale Katastrophe bedeutete. Die meisten baulichen Anlagen wurden abgetragen. Nur wenige Gebäude stehen heute noch und dienen nun anderen Betrieben. In der ehemaligen Kohlenschachthalle im Ortsteil Wolkersdorf hat sich unter anderem eine Großbäckerei angesiedelt.

### Ausstellung
Seit 9. Juni 2016 ist der Lavanttaler Kohlebergbau Thema einer Sonderausstellung im Museum im Lavanthaus in Wolfsberg. Sie trägt den Titel „Glück auf, Bergleut! Der Lavanttaler Kohlebergbau“ und ist bis 31. Mai 2018 geöffnet. Danach soll sie Teil der Dauerausstellung des Museums werden.

## Katastralgemeinden
Heutige Katastralgemeinden der Stadt Wolfsberg, früher der Marktgemeinde St. Stefan im Lavanttal:
- Hartelsberg
- Kleinwinklern
- Michaelsdorf
- Reideben
- Rieding
- St. Johann
- St. Stefan
- Paildorf
- Wolkersdorf

## Kultur

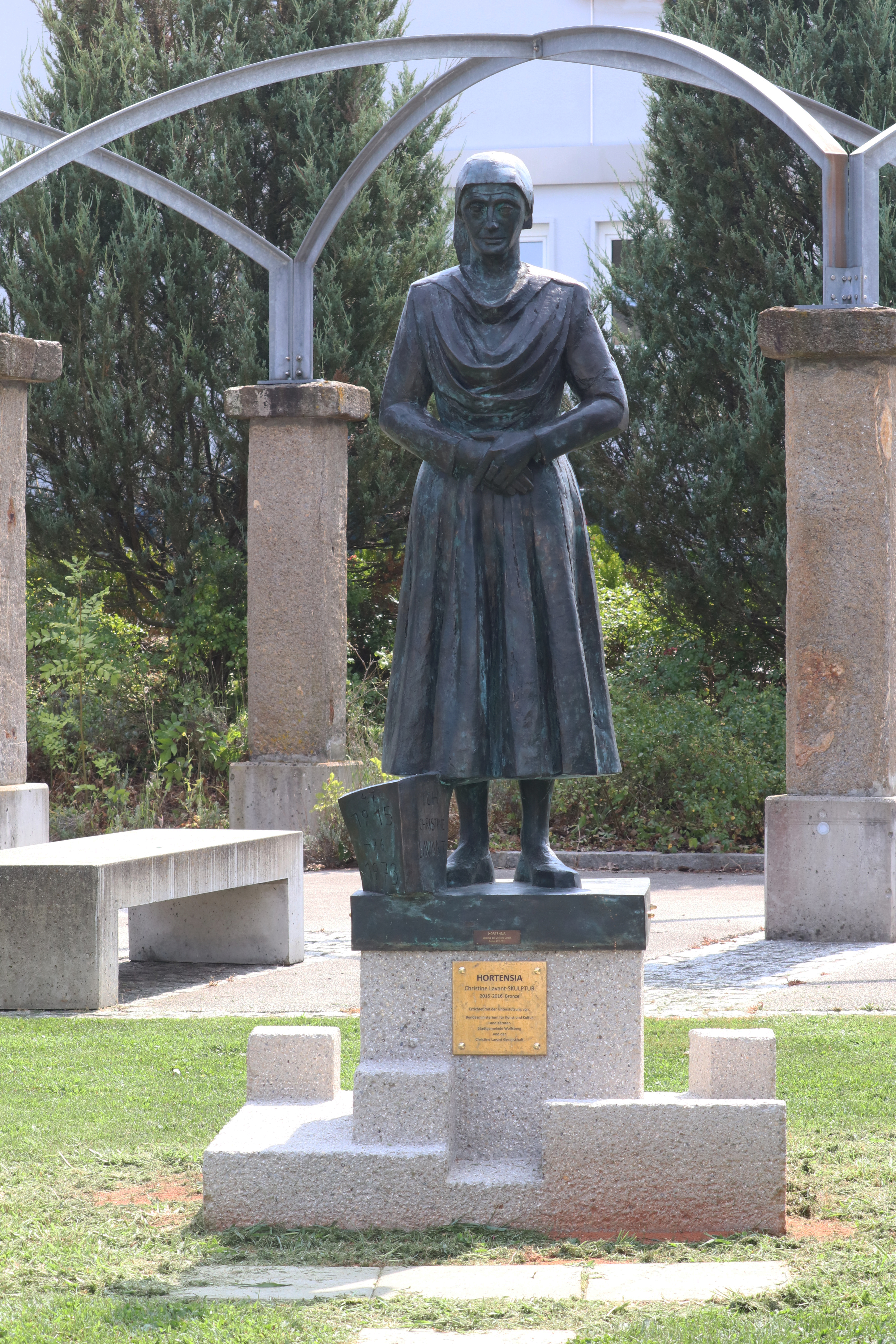
Christine Lavant - Denkmal

Im Jahre 1915 wurde in St. Stefan die Dichterin und Schriftstellerin Christine Lavant (eigentlich Habernig) geboren.
Im Sommer 2008 wurde in St. Stefan Das Haus der Musik eröffnet. Im Juni 2024 wurde am Christine-Lavant-Platz vor dem Haus der Musik eine von der Bildhauerin Hortensia geschaffene lebensgroße Bronzestatue der Dichterin enthüllt.

## Wappen
Das ehemalige Wappen von St. Stefan, das der damaligen Gemeinde am 14. November 1960 verliehen wurde, spiegelt unter anderem die örtliche Wirtschaftsgeschichte wider. Die obere Schildhälfte bezieht sich mit den traditionellen Bergbaufarben Schwarz und Grün sowie dem Gezähe (Schlägel und Eisen) auf den Braunkohlebergbau, die untere Hälfte mit dem Ährenmuster auf die Fruchtbarkeit des Lavanttaler Bodens. Das schrägrechte Schwert erinnert an das frühere Landgericht Hartneidstein. Die silberne Henne mit dem Kübel im Schnabel geht auf eine Sage zurück, nach der im Silberabbau beschäftigte Knappen wegen frevelhafter Taten verwünscht worden waren. Anstatt Silber sei im Berg nur noch eine Henne zu finden. Erst wenn diese alle Körner aus einem Förderkübel gefressen habe, würde man wieder Silber finden.
Die amtliche Blasonierung des Wappens lautete: „Gevierter Schild, hinten in Grün ein schwarzes Bergbauzeichen (Schlegel und Eisen), unten vorn grün mit einem schwarzen, hinten schwarz mit einem grünen Ährenmuster bedeckt, das aus je zwei senkrecht nach oben gerichteten Ähren und inmitten einer senkrecht nach unten gerichteten zusammenhängend gebildet ist. Der Schild ist überlegt von einem schrägrechts gerichteten silbernen Schwert, dieses von einer silbernen Henne, die einen kleinen silbernen Förderkübel im Schnabel trägt und ihren linken Flügel eingeschlagen hat.“
Die Fahne von St. Stefan war Schwarz-Weiß-Grün mit eingearbeitetem Wappen.

## Ehrenbürger
- Alois Hönlinger (1855–1920), österreichischer Gutsbesitzer und Politiker